# Председник Ирске
Председник Ирске (ир. Uachtarán na hÉireann) је шеф државе у Републици Ирској који такође командује Ирским одбрамбеним снагама. Мндат председника траје седам година и може бити изабран највише два пута. Улога председника је да представља Ирску на међународном нивоу као и да брани устав. Актуелни председник је Мајкл Хигинс који се на тој позицији налази од 2011. године.

## Списак
| # | Фотографија | Име (рођење—смрт)                    | Период                                 | Избори      |
| - | ----------- | ------------------------------------ | -------------------------------------- | ----------- |
| 1 |             | Дуглас Хајд (1860—1949)              | 25. јун 1938 — 24. јун 1945.           | 1938.       |
| 2 |             | Шон О’Кели (1882—1966)               | 25. јун 1945 — 24. јун 1959.           | 1945, 1952. |
| 3 |             | Ејмон де Валера (1882–1975)          | 25. јун 1959 — 24. јун 1973.           | 1959, 1966. |
| 4 |             | Ерскин Хамилтон Чајлдерс (1905—1974) | 25. јун 1973 — 17. новембар 1974.      | 1973.       |
| 5 |             | Карвол О’Дали (1911—1978)            | 19. децембар 1974 — 22. октобар 1976.  | 1974.       |
| 6 |             | Патрик Хилери (1923—2008)            | 3. децембар 1976 — 2. децембар 1990.   | 1976, 1983. |
| 7 |             | Мери Робинсон (1944)                 | 3. децембар 1990 — 12. септембар 1997. | 1990.       |
| 8 |             | Мери Макалис (1951)                  | 11. новембар 1997 — 10. новембар 2011. | 1997, 2004. |
| 9 |             | Мајкл Хигинс (1941)                  | 11. новембар 2011 — тренутно           | 2011, 2018. |